# Rachel Galun

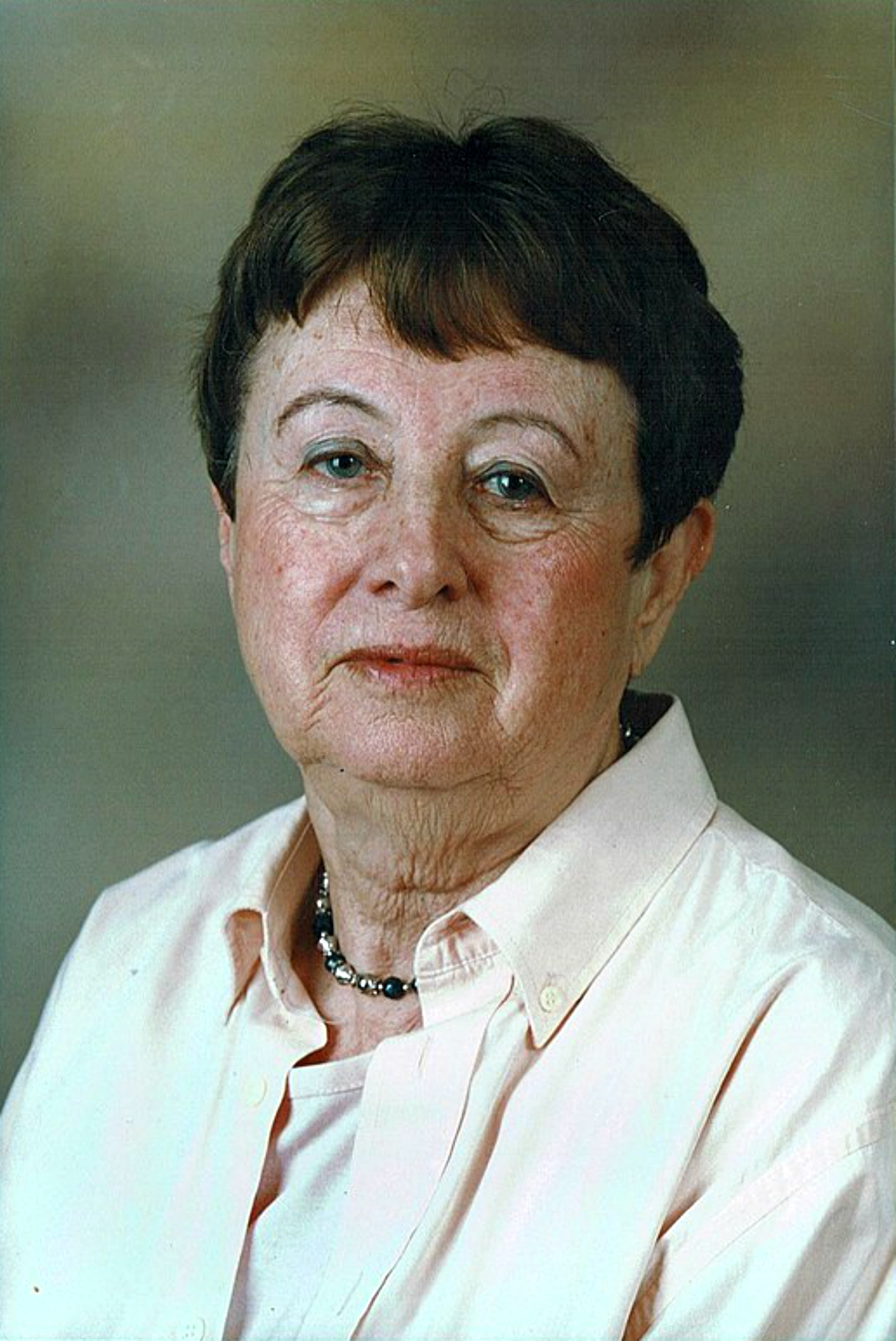
Rachel Galun, 2001

Rachel Galun  (hebräisch רחל גלון; * 3. April 1926 in Tel Aviv, Israel; † 17. April 2023 in Israel) war eine israelische Entomologin und Hochschullehrerin. Sie war Professorin in der Abteilung für Parasitologie an der medizinischen Fakultät der Hebräischen Universität in Jerusalem.

## Leben und Werk
Galun war die Tochter von Jehuda Leib und Dina (Shapiro) Rabinowich und wuchs in einem Genossenschaftsdorf im Nahen Osten auf. Sie studierte an der Hebräischen Universität Jerusalem, wo sie 1947 ihren Master-Abschluss erhielt. Als 1948 der Arabisch-Israelische Krieg ausbrach, wurde ihre Ausbildung unterbrochen. Während des Konflikts diente Galun an der Kriegsfront.
Nach dem Krieg zog Galun an die University of Illinois. Hier arbeitete sie mit Gottfried Fraenkel zusammen, der als einer der größten lebenden Entomologen seiner Zeit galt und für seine Arbeiten zur Insektenernährung berühmt war. Galun promovierte dort 1955 in Entomologie.
Von 1956 bis 1978 leitete sie die Abteilung Entomologie des Israelischen Instituts für biologische Forschung in Ness Ziona. An der Universität Tel Aviv war sie von 1968 bis 1978 Professorin für Entomologie. Danach leitete sie an der Hebräischen Universität in Jerusalem von 1980 bis 1984 die Abteilung für Zoologie und von 1988 bis 1994 das Institut für Mikrobiologie.
Als Gastwissenschaftlerin war sie 1984 am National Institutes of Health in Bethesda (Maryland) und 1987 bei der Internationalen Atomenergiebehörde in Wien tätig.
Galun war eine der weltweit führenden Experten für blutsaugende Insekten, die für einige der schweren Krankheiten auf der Welt verantwortlich sind. Ihre Forschung führte sie auf mehr als 60 verschiedene Reisen nach Afrika, wo sie bei der Bekämpfung tropischer Krankheiten half, die durch Mücken, Zecken und Tsetsefliegen verursacht wurden.

## Tätigkeiten im International Centre of Insect Physiology & Ecology (ICIPE)
Von 1971 bis 1979 war Galun Gastdirektorin für Forschung am ICIPE. Sie wurde 1975 in das Internationale Komitee und 1979 den Verwaltungsrat des International Centre of Insect Physiology & Ecology gewählt. Als Vertreterin der israelischen Nationalen Akademie der Wissenschaften erstreckte sich Galuns Tätigkeit in Afrika bei ICIPE auf Tansania, Kenia, Ghana, Nigeria, Ägypten, Madagaskar und Mauritius.
Ihr Studium in diesen Ländern befasste sich mit medizinischer Entomologie und konzentrierte sich auf blutsaugende Insekten, die für Schädlinge in Afrika relevant sind, wie Zecken, die Tsetsefliege und Mücken (hauptsächlich Aedes aegypti).
Sie konzentrierte sich auf das Stadium der Bluternährung und die Blutaufnahme der Insekten. Laut Galun ist die Bluternährung die wichtigste Phase im Leben des Insekts, da es sich dann entweder mit dem Krankheitserreger ansteckt oder die Krankheit an den Wirt weitergibt. Wenn Mücken ihren Rüssel in Gewebe stecken, müssen Mücken nach dem Blut suchen. Galun identifizierte die chemischen Stimulanzien, die den Mücken mitteilen, wann sie Blut gefunden haben. Sie identifizierte und beschrieb auch die genauen Rezeptoren, die an dem Prozess beteiligt sind. Mittlerweile ist bekannt, dass die blutsaugenden Stimulanzien, die sie bei Zecken und Mücken entdeckte, für eine Vielzahl blutsaugender Arthropoden förderlich sind.
Galun führte ähnliche Arbeiten mit anderen blutsaugenden Gliedertieren wie Zecken durch. Sie leistete Pionierarbeit bei der Identifizierung von Wirkstoffen aus dem Speichel von Blutegeln, die als Antikoagulanzien oder Anästhetika möglicherweise medizinisch eingesetzt werden könnten.
Da blutsaugende Insekten in Afrika den größten Schaden anrichten, half Galun beim Aufbau des Internationalen Zentrums für Insektenphysiologie und -ökologie in Nairobi. Diese Einrichtung führt entomologische Studien in ganz Afrika durch. Galun lehrte, forschte und war an der Leitung des Instituts beteiligt. Sie reiste 25 Jahre lang drei- bis viermal im Jahr nach Afrika. Während einer Reise erkrankte sie an Malaria, die zunächst nicht diagnostiziert wurde und beinahe zu ihrem Tod geführt hätte.
Dank der Arbeit von Galun stellt die Tsetse-Fliege in weiten Teilen Afrikas keine Bedrohung mehr für das Leben und den Viehbestand der Bauern dar.

## Biotherapie
Mit ihrem Fachwissen über Blutegel war Galun eine der ersten Befürworterinnen der Biotherapie, der Verwendung von Blutegeln und Maden für medizinische Behandlungen. Blutegel können die Durchblutung fördern und die Blutgerinnung  verhindern, wenn beispielsweise abgetrennte Körperteile wieder angenäht werden.
Eine weitere Biotherapie, an der sie gearbeitet hat, ist die Madentherapie. Fleischfliegenmaden werden auf nekrotische Wunden gelegt, in denen das Gewebe abstirbt. Die Maden fressen das absterbende Gewebe, reinigen die Wunde und verhindern oft eine Amputation.

## Weitere Aktivitäten
Galun ist auch für ihren Beitrag zu einem kooperativen Wissenschaftsabkommen bekannt, das kurz nach dem Friedensabkommen von 1979 zwischen Ägypten und Israel geschlossen wurde. Sie arbeitete mit ägyptischen Wissenschaftlern zusammen, um zu verhindern, dass sich das Rift-Valley-Fieber über Mücken nach Israel ausbreitet.
Galun gehörte am 20. Februar 1962 Zu den Gründern der Entomological Society of Israel, zu denen auch Yehezkel Rivnay, Chanan Bitinsky-Zaltz, Yitzhak Harpaz, Meir Pener und Shoshana Yatom gehörten. Die Gesellschaft fördert aktiv verschiedene Disziplinen der Arthropodenforschung, organisiert Tagungen und vergibt Preise.
Galun veröffentlichte mehr als 100 wissenschaftliche Artikel. Zu ihren Doktorandinnen gehörte die deutsche Entomolgin Anna Levinson.
Galun starb am 17. April 2023 im Alter von 97 Jahren.

## Ehrungen
- 1992: Präsidentin des Rates des 19. Internationalen Entomologischen Kongresses in Peking
- 1996: Präsidentin des Rates des 20. Internationalen Entomologischen Kongresses in Florenz[3]
- 2007: Alumni Achievement Award der University of Illinois[4]
- 2017: Ehrung der Entomological Society of Israel
- Die Falter Polymixis aegyptiaca rachelae[5] und Hemaris galunae und die Spinne Zelotes galuni wurden nach ihr benannt.

## Veröffentlichungen (Auswahl)
- Gottfried Samuel Fraenkel. Phytoparasitica 13, 1985, S. 81–82.
- mit J. Margalit: Adenine Nucleotides as Feeding Stimulants of the Tsetse Fly Glossina austeni Newst. Nature, 1969.
- mit Kosta Y. Mumcuoglu, Uri Bach, Jacqueline Miller, Shlomo Magdassi: Repellency of essential oils and their components to the human body louse, Pediculus humanus humanus. In: Entomologia Experimentalis et Applicata. Band 78, Nr. 3, 1996, S. 309–314.